# Luiz Váez de Torres

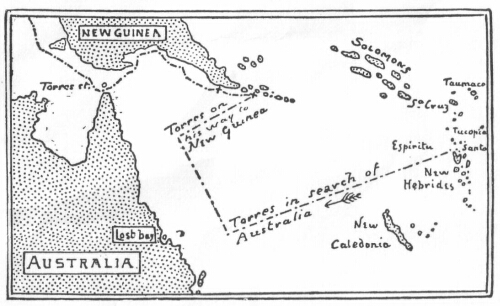
Kaart van de route langs Nieuw-Guinea en Noord-Australië

Luis Váez de Torres (* circa 1565 - 1610) was een zeeman en ontdekker in Spaanse dienst. Zijn afkomst is tot op heden onbekend; hij kwam of uit Portugal of uit Galicië.
Tijdens de ontdekkingsreis van Pedro Fernández de Quirós in 1605 vanuit Peru was hij bevelhebber op het tweede schip San Pedrico en ontdekte samen met Quiros talrijke eilanden in de Grote Oceaan. Torres protesteerde toen Quiros halverwege de Stille Oceaan van koers veranderde van WZW, die hen mogelijk naar Zuidoost-Australië zou hebben gebracht, naar WNW, die hen naar Espiritu Santo (Nieuwe Hebriden) bracht. Door slecht weer scheidden zich de wegen van Torres en Quiros. Torres zeilde verder naar de zuidkust van Nieuw-Guinea, die hij als eerste ontdekker onderzocht. Een tweede ontdekking was ook de zeestraat tussen Nieuw-Guinea en de noordpunt van Australië, die hij als eerste passeerde. De Nederlander Willem Jansz, die ongeveer 6 maanden voor Torres met de Duyfken in dit gebied zeilde, ging ervan uit dat de Australische kust, waar hij geland was, tot Nieuw-Guinea behoorde, en deed daarom geen poging de straat te bevaren. De zeestraat werd daarom naar zijn ontdekker Straat Torres genoemd en de eilanden Straat Torreseilanden. In mei 1607 bereikte Torres Manilla. Hij stierf drie jaar later zonder naar Europa of Peru terug te hebben kunnen keren
Zijn verzamelde berichten werden lang door de Spanjaarden geheim gehouden, tot de Engelsen ze na de verovering van Manilla in 1762 buit maakten. De Schotse geograaf Alexander Dalrymple zag de betekenis van de documenten in en openbaarde de ontdekking van Torres in zijn publicatie: An Account of the Discoveries made in the South Pacifick Ocean previous to 1764; uitgegeven in Londen, 1767.